# Goonamguayeoridingstella
A Goonamguayeoridingstella (hangul: 구남과여라이딩스텔라, Kunamgva jo raiding Szuthella, ’Egy idős férfi és egy nő egy Stellában’) dél-koreai indie rockegyüttes, amelyet 2005-ben alapított Csoung (ének, gitár) és Im Bjonghak (basszusgitár, ének). Első nagylemezük 2007-ben jelent meg Urinun kkekkuthada címmel. Második stúdióalbumuk, a 2011-ben megjelent Udzsong Motel kiadása után csatlakozott az együtteshez Kim Naon (billentyűsök) és Pak Thesik (dobok) is.

## Az együttes tagjai
- Csoung (hangul: 조웅?) — ének, gitár
- Im Bjonghak (hangul: 임병학?) — basszusgitár, ének
- Kim Naon (hangul: 김나언?) — billentyűsök
- Pak Thesik (hangul: 박태식?) — dobok

## Diszkográfia

### Stúdióalbumok
- Urinun kkekkuthada (hangul: 우리는 깨끗하다, RR: We Are Pure?) (2007)
- Udzsong Mothel (hangul: 우정모텔, RR: Woojung-Motel?) (2011)
- Sszon phavo (hangul: 썬파워, RR: Sun Power?) (2017)
- Morene phanthadzsi (hangul: 모래내 판타지, RR: Moraenae Phantasy?) (2019)

### Közreműködések
- Ppang Compilation 3 (hangul: 빵 컴필레이션 3?) (2007)
- Mul csom csuszo (hangul: 물 좀 주소, RR: Give Me Some Water?) (2008)

## Díjak és jelölések
| Év   | Díjátadó                | Kategória                           | Jelölt             | Eredmény |
| ---- | ----------------------- | ----------------------------------- | ------------------ | -------- |
| 2009 | 6. Korean Music Awards  | Az év újonca                        |                    | Jelölve  |
| 2009 | 6. Korean Music Awards  | Legjobb dance és elektronikus album | Urinun kkekkuthada | Jelölve  |
| 2009 | 6. Korean Music Awards  | Legjobb dance és elektronikus dal   | Hangukmal          | Jelölve  |
| 2009 | 6. Korean Music Awards  | Az év zenésze (együttes)            |                    | Jelölve  |
| 2012 | 9. Korean Music Awards  | Legjobb modern rockalbum            | Udzsong Mothel     | Jelölve  |
| 2012 | 9. Korean Music Awards  | Legjobb modern rockdal              | Namccsoguro kanda  | Jelölve  |
| 2012 | Imagene Awards          | Az év albuma                        | Udzsong Mothel     | Jelölve  |
| 2016 | 13. Korean Music Awards | Legjobb modern rockalbum            | Sszon phavo        | Jelölve  |
| 2016 | 13. Korean Music Awards | Legjobb modern rockdal              | Csolmuni           | Jelölve  |